# لوكا فيريتي
لوكا فيريتي (بالإيطالية: Luca Ferretti)‏ (6 مارس 1983 بمونتيكيو إميليا في إيطاليا - ) هو لاعب كرة قدم إيطالي في مركز الهجوم. لعب مع إيه سي ميلان ونادي بارما ونادي ريجيانا 1919 ونادي لنيانو ونادي ليكو وAglianese Calcio 1923 ‏ وASD Victor San Marino ‏.

## وصلات خارجية
- لوكا فيريتي على موقع قاعدة بيانات كرة القدم.إي يو (الإنجليزية)